# Święta Katarzyna (obraz Caravaggia)
Święta Katarzyna – dzieło Carravaggia namalowane około 1598. Należy do pierwszych w dorobku włoskiego artysty obrazów o tematyce religijnej. Zleceniodawcą dzieła był rzymski kardynał Francesco Maria Bourbon del Monte. Obraz znajduje się w zbiorach Muzeum Thyssen-Bornemisza w Madrycie i jest wczesnym przykładem zastosowania tenebryzmu – odmiany chiaroscuro, jednej z charakterystycznych cech włoskiego malarstwa doby wczesnego baroku.

## Dzieje
Obraz Święta Katarzyna jest jednym z niewielu dzieł w zbiorach madryckiego muzeum, które zachowało do dziś niemal w całości dokumentację pozwalającą odtworzyć historię dzieła. Obraz został po raz pierwszy wspomniany w 1627 w inwentarzu majątków kardynała Francesca Maria del Monte, pierwszego mecenasa Caravaggia, konesera sztuki. Spadkobiercami dzieła zostali Uguccione del Monte, a następnie Alessandro del Monte. W 1628, według wówczas zapisanego inwentarza, płótno zostało sprzedane wraz z innymi dziełami, co było konsekwencją długów zaciągniętych przez spadkobiercę kardynała. Nabywcą obrazu został rzymski kardynał Antonio Barberini, o czym wspominają trzy inwentarze dóbr rodziny Barberinich z 1644, 1671 oraz 1817. Z relacji napisanej w 1672 przez Giovanniego Pietro Belloriego Le Vite de’ pittori, scultori et architetti moderni dowiadujemy się, iż Caravaggio namalował dla kardynała del Monte „klęczącą świętą Katarzynę, opierającą się o koło”, ponadto stworzył inne dzieła z kolekcji Barberinich, w tym Lutnistę (Metropolitan Museum of Art w Nowym Jorku). Bellori pisze: „obrazy cechuje bardziej intensywna kolorystyka, Michele zaczął teraz wzmacniać cienie”. Część kolekcji Barberinich, w tym Świętą Katarzynę, przejęli przedstawiciele kolekcji Thyssen-Bornemisza. Miało to miejsce w 1934 na targach sztuki zorganizowanych w szwajcarskiej Lucernie.

## Opis i analiza
Jest to obraz namalowany techniką olejną na płótnie o wymiarach 173 × 133 cm. Przedstawia świętą Katarzynę Aleksandryjską, która została tu ukazana jako młoda rudowłosa kobieta o dużych piwnych oczach i pełnych ustach. Jej delikatna twarz wyraża wewnętrzny spokój. Niewiasta ukazana została w dynamicznej pozie typowej dla wczesnego baroku. Święta klęczy, opiera się lekko o drewniane koło o złamanym pierścieniu, który ma na wierzchu kolce. Lewa noga spoczywa na pomarańczowej poduszce, na której leży palma męczeńska. W prawej ręce dzierży miecz – narzędzie jej męczeńskiej śmierci. Ubrana jest w białe szaty i wytworną ciemnobrunatną suknię na ramiączkach z licznymi ozdobnymi aplikacjami. Święta została ukazana na ciemnobrunatnym tle, rozjaśnionym lekko po lewej stronie.
Jest to przykład wcześniejszej twórczości Caravaggia, w której to malarz kładzie nacisk na obserwację światła. Efekt chiaroscuro przybiera tutaj wysublimowaną formę – specyficzny dla tej fazy modelunek światłocieniowy nie tylko został osiągnięty przez ukośny kierunek padania światła, lecz także dzięki teatralnemu upozowaniu świętej, kobieta zwraca się twarzą w prawo, natomiast wzrok kieruje w przeciwną stronę. Ponadto kontrasty pomiędzy światłem i cieniem są bardzo zróżnicowane. Malarz operuje licznymi diagonaliami, ramiona świętej mocno opadają w dół, w lewo, podobny układ przybiera palma, zaś miecz ułożony został prostopadle w stosunku do palmy.
Należąca do grona świętych Dziewic Katarzyna z Aleksandrii znana była z niezwykłej urody i mądrości, którą wykazała w dysputach. Żyła w III w. n.e. w dobie ostatniej fali prześladowań chrześcijan przed edyktem mediolańskim. Cesarz rzymski Maksencjusz skazał Katarzynę na śmierć przez łamanie kołem. Święta przeżyła tę egzekucję, dlatego też postanowiono ściąć ją mieczem.
Caravaggio nie pokazał świętej w jej kontekście historycznym. Strój pochodzi z XVII wieku, również miecz należy do paradnego uzbrojenia tego okresu.